# 1820 au royaume uni des Pays-Bas
Chronologie des Pays-Bas
- 1816
- 1817
- 1818
- 1819
- 1820
- 1821
- 1822
- 1823
- 1824

Cette page recense des événements qui se sont produits durant l'année 1820 au royaume uni des Pays-Bas.

## Chronologie
- 23 janvier : la rupture de plusieurs digues consécutive à un raz-de-marée provoque des inondations importantes dans l'Alblasserwaard.
- 26 janvier : rupture de l'écluse entre la Linge et le canal de Steenenhoek à Gorinchem.

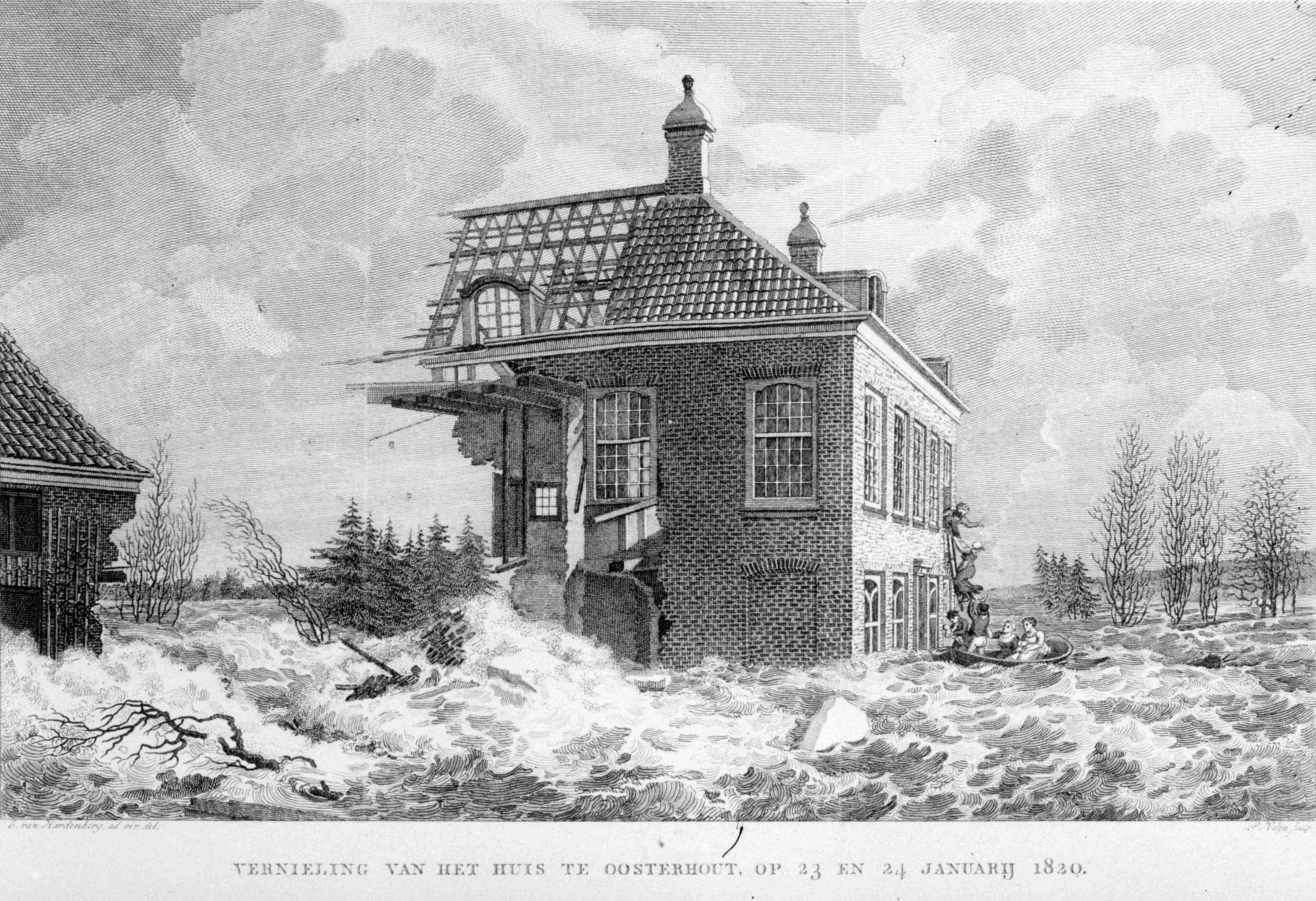
Une maison détruite par l'inondation à Oosterhout, en janvier 1820.

- 28 mars : signature à Courtrai du traité des Limites qui fixe la frontière entre la France et les Pays-Bas[1].
- 9 août : fondation du musée national d'histoire naturelle de Leyde.
- 4 novembre : inauguration du théâtre de Liège.

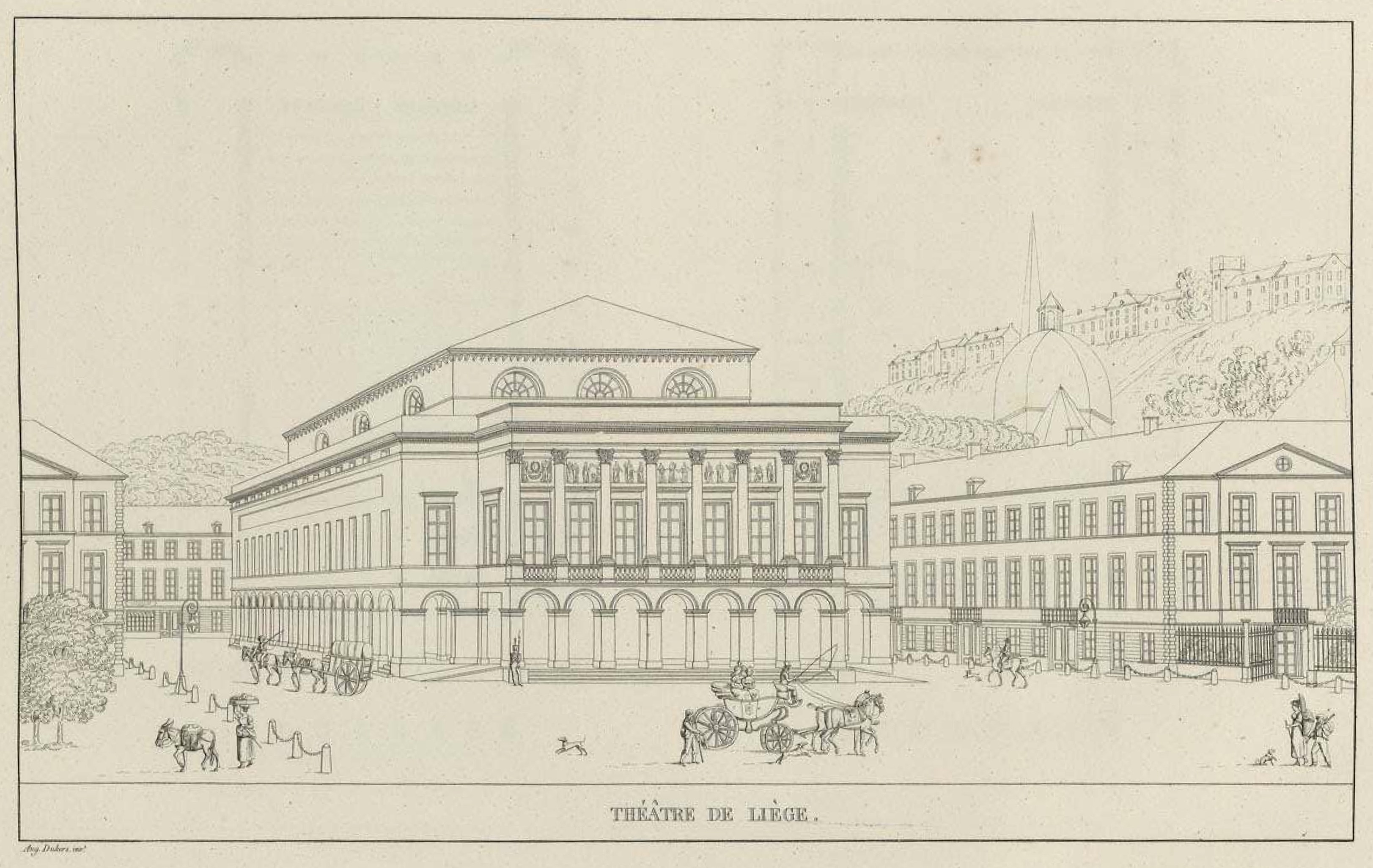
Le Théâtre de Liège en 1827.

## Naissances
- 21 janvier : Égide Walschaerts, ingénieur belge († 18 février 1901).
- 17 février : Henri Vieuxtemps, violoniste et compositeur belge († 6 juin 1881).
- 2 mars : Edouart Douwes Dekker, écrivain néerlandais († 19 février 1887).
- 29 mai : Ernest Slingeneyer, peintre belge († 27 avril 1894).
- 9 août : François Roffiaen, peintre belge († 20 janvier 1898).
- 25 septembre : Alfred Belpaire, ingénieur belge († 27 janvier 1893).
- 4 octobre : François Musin, peintre de marine belge († 24 octobre 1888).
- 7 octobre : Jean-Charles Houzeau de Lehaie, astronome et journaliste belge († 12 juillet 1888).

## Décès
- 12 février : Guillaume Teniers, violoniste et compositeur (° 20 avril 1748).